# 人魚伝説 (映画)
『人魚伝説』（にんぎょでんせつ）は、1984年4月14日公開の日本映画。宮谷一彦原作の同名劇画の映画化。池田敏春監督、西岡琢也脚本、白都真理主演で映画化。ディレクターズ・カンパニー長編劇映画第1弾、ATG提携作品。
夫を殺された新妻が、1人で復讐のために権力に立ち向かっていく姿を描く。

## あらすじ
夫婦海女を営む佐伯みぎわは、一人で海上に出ていた夫の啓介から殺人事件を目撃したことを告げられた。後日、上がらぬ死体の様子を確かめるべく、みぎわは海の中へ潜った。
だが、何者かが命綱を引いていた啓介を銛で殺害したうえに海の中へ投げ入れ、みぎわを水中銃で撃って気絶させた。
夫殺しの濡れ衣を着せられたみぎわは、町の実力者を親に持つ祥平の助けを借りて渡鹿野島へ逃げ、殺人が原発誘致に絡むものだったことを知る。そして真犯人への復讐を果たすべく行動を起こした。

## キャスト
- 白都真理：佐伯みぎわ（島の海女）[3][4]
- 江藤潤：佐伯啓介（漁師・みぎわの夫）
- 清水健太郎：宮本祥平（啓介の友人のカメラマン）

島の関係者
- 榎木兵衛：漁協組合長
- 灰地順：警官
- 柳有：漁師
- 矢野隆：漁師
- 鈴木大輔：漁師
- 野口義広：漁師
- 田中新二：漁師
- 志摩晶：漁師

渡鹿野島関係
- 宮下順子：夏子（スナックのママ）
- 関弘子：のぶ（みぎわの世話する老婆）
- 宮口精二：辰男（のぶの夫）：

波摩町原発関係
- 江見俊太郎：町長
- 峰祐介：漁協
- 水村泰三：作業服の男
- 小林文隆：作業服の男
- 加藤和夫：太田（近畿電力）
- 辻萬長：谷（近畿電力）
- 清水宏：宮本土木の男（輝正の右腕）
- 青木義朗：宮本輝正（祥平の父・宮本土木の社長で町の名士）
- 神田隆：花岡大治（原発を誘致する代議士）

## スタッフ
- 製作 - 佐々木史朗・宮坂進
- プロデューサー - 根岸吉太郎・山本勉
- 企画 - 多賀祥介
- 監督 - 池田敏春
- 脚本 - 西岡琢也
- 音楽 - 本多俊之
- 撮影 - 前田米造
- 水中撮影 - 中村征夫
- 照明 - 井上幸男
- 美術 - 小川登美夫
- 録音 - 小野寺修
- 編集 - 川島章正
- 記録 - 白鳥あかね

## 製作
本作は池田敏春や長谷川和彦ら、映画監督9人で1982年6月に設立した映画製作会社・ディレクターズ・カンパニーの長編劇映画第1弾である。池田は、1981年の『天使のはらわた 赤い淫画』の後、『火の蛾』（→『死んでもいい』）がポシャって以来の映画となった。

## 撮影場所
- 三重県志摩郡志摩町
- 渡鹿野島旅館福寿荘（宴会場を含む）
- パールグルメイン竹正（渡鹿野島スナック逢坂二階の部屋）
- 大王町波切（旅館モヘジ左側にある階段を上がった場所に佐伯夫婦の家）
- 千葉県勝浦市海中展望塔

## 作品の評価

### 興行成績
振るわず。プロデューサーを務めた根岸吉太郎は「傷ついたね。でも『人魚伝説』はボクがプロデュースしなかったら無いものだと思いますから、誇りにしています。ああいういいプロデューサーに巡り合いたいね、ボクも（笑）」と述べている。

### 受賞歴
第6回ヨコハマ映画祭で、池田監督が監督賞を、主演の白都真理が主演女優賞を受賞した。

## 映像ソフト
2014年11月5日にDVD&Blu-rayで発売され、特典として白都のインタビューが収録された。

## 備考
- 日本映画専門チャンネルの放送では、独自の自主規制でR15+指定となっている。
- 監督の池田は2010年12月末、本作が撮影された波切漁港の堤防で水死体となって発見された[9]。